# ألفريد غينون
ألفريد غينون (30 سبتمبر 1903 – 25 أكتوبر 1974) هو ملاكم بلجيكي راحل، مثّل بلاده في الألعاب الأولمبية الصيفية 1924.

## روابط خارجية
ألفريد غينون على موقع بوكس ريك (الإنجليزية) (registration required)
- ألفريد غينون على موقع أوليمبيديا (الإنجليزية)